# Олешник
Оле́шник (до 1946 року – Егреш) – село в Україні, в Закарпатській області, Берегівському районі.

## Назва
Назва Егреш походить від імені заможного землевласника, садиба якого якось провалилася крізь землю. На тому місці виникло глибоке водоймище, назване у народі Егрешем. Друга версія гласить, що на цих місцях колись росли густі зарослі агрусу — егреша, вони і визначили назву села.
Сучасна назва Олешник походить вiд вільшняк (у народі більше відомої як ольшник), поширеної в цих краях рослини.

## Історія
Перші згадки про Олешник виявлені в письмових джерелах 1284 року.
В роки Другої світової війни на околиці села базувався військовий аеродром Егрі.

## Відомі люди

### Народилися
- Владимир Михайло Михайлович (1918—2006) — журналіст, заслужений працівник культури України.
- Іонафан (Кополович) (1912—1990) — єпископ Берлінський і Середньоєвропейський, екзарх Північної і Південної Америки та Алеутських островів, єпископ Тамбовський і Мічурінський, архієпископ Молдавський і Кишинівський.
- Любка Михайло Степанович (1977—2024) — головний сержант Збройних сил України, учасник російсько-української війни.
- Любка Надія Михайлівна — поетеса, автор текстів пісень та музики.[3]
- Попович Іван Миколайович (1965—1985) — рядовий, учасник війни в Афганістані. Загинув при виконанні службових обов'язків. Нагороджений Орденом Червоної Зірки посмертно.[4]
- Русинко Костянтин Миколайович (1932) — доктор фізико-математичних наук, професор кафедри теоретичної механіки Державного університету «Львівська політехніка».
- Сігетій Степан Васильович (1926—2005) — Український радянський живописець. Заслужений працівник культури УССР.[5]

### Померли
- Соломін Іван Степанович (1919—1944) — Cтрілок-радист гвардії старший лейтенант, загинув під час виконання бойового завдання. Похований на території старої школи, на могилі встановлено обеліск.

## Туристичні місця
1. Музей етнографії. Музей заснований 1990 р. та складається з 3 відділів (етнографія, нумізматика та Велика Вітчизняна війна). Експозицію музею складають предмети побуту, вироби ткацтва та гончарства, грошові знаки, які діяли на території с. Олешник в різні періоди, а також вироби з дерева. Це один з кращих шкільних музеїв краю.
2. Боржавська вузькоколійна залізниця — в народі має назву «Анця Кушницька» — одна з діючих вузькоколійних залізниць в Україні, в межах Іршавського, Берегівського та Виноградівського районів Закарпатської області. Загальна довжина залізниці — 123 км, ширина колії — 750 мм. Перша черга Боржавської вузькоколійки введена в експлуатацію 23 грудня 1908 року та використовувалась передусім для перевезення деревини. Сьогодні здійснюються лише пасажирські перевезення.
3. Будівля млина якому більше 100 років (точно не туристичний об'єкт, поки, але дуже гарна будівля та збережений механізм яким в різні роки тут мололи муку та чавили олію). Сюди і з сусідніх районів приїжджали молотити муку. Старожили кажуть, що відкрив цей паровий млин місцевий єврей «Шія», який і був у його власності поки не став колгоспним. Наразі не працює, але механізми діючі.
4. Найбільша в Україні буйволина ферма, де крім того, що можна побачити цих прекрасних тварин, можна ще спробувати молоко, сир, сметану, масло та навіть згущівку місцевого виробництва.